# Pteronisis laboutei
Pteronisis laboutei är en korallart som först beskrevs av Bayer och Carlo de Stefani 1987.  Pteronisis laboutei ingår i släktet Pteronisis och familjen Isididae. Inga underarter finns listade i Catalogue of Life.